# Corinna Halke-Teichmann
Corinna Halke-Teichmann (* 9. Juli 1957 in Dortmund) ist eine ehemalige deutsche Eiskunstläuferin und jetzt Sportjournalistin.
Mit ihrem Partner Eberhard Rausch konnte sie im Paarlauf, damals noch unter ihrem Namen Corinna Halke, von 1974 bis 1976 jeweils die deutsche Meisterschaft für sich entscheiden. Darüber hinaus nahm sie fünfmal an Europameisterschaften und ebenso häufig an Weltmeisterschaften teil, sowie an zwei Olympischen Spielen, ohne dass es dabei zu Medaillen gereicht hat.
Nach ihrer Karriere wurde sie schließlich 1981 Sportjournalistin und arbeitet seit 1984 für den Bayerischen Rundfunk und für die ARD. Sie moderiert u. a. zeitweise den Sportblock in der Abendschau des Bayerischen Fernsehens und ist derzeit als Reporterin und Moderatorin für Blickpunkt Sport im Einsatz.
Halke ist verheiratet und hat ein Kind.